# 準・メルクル
準・メルクル（ドイツ語: Jun Märkl, 1959年2月11日 - ）は、ドイツの指揮者。

## 経歴
ドイツ人の父と日本人の母との間に、ミュンヘンで生まれる。ハノーファー音楽演劇大学でヴァイオリン、ピアノ、指揮を学び、セルジュ・チェリビダッケに師事した。1991年にザールラント州立劇場の音楽総監督に就任。1994年から2000年までマンハイム国民劇場音楽総監督に就任。1993年、「トスカ」を指揮してウィーン国立歌劇場に初登場した。1999年2月、『イル・トロヴァトーレ』を指揮してメトロポリタン歌劇場に初登場した。2000年にはウィーン国立歌劇場日本公演にて、レハール『メリー・ウィドウ』を指揮した。
近年では、ロイヤル・オペラ・ハウス、ウィーン国立歌劇場、バイエルン国立歌劇場、ゼンパー・オーパー、サンフランシスコ歌劇場等でオペラ指揮者として活躍をしている。
オーケストラの指揮にも積極的であり、2005年にリヨン国立管弦楽団の音楽監督、2007年9月から中部ドイツ放送交響楽団（ライプツィヒ）の首席指揮者を務めた。2021年より台湾フィルハーモニック（国家交響楽団）の音楽監督、2024年よりインディアナポリス交響楽団の音楽監督を務める。このほか、北ドイツ放送交響楽団、ミュンヘン・フィルハーモニー管弦楽団、パリ管弦楽団、ボストン交響楽団、シカゴ交響楽団、クリーヴランド管弦楽団、水戸室内管弦楽団などにも客演している。

## NHK交響楽団との関係
- 1998年4月、NHK交響楽団定期公演「世界の若手指揮者たち」にて指揮。
- 1999年12月、ベートーヴェン『第9』公演を指揮。
- 2001年1月、定期公演にてヘンツェ作曲『ヴィーナスとアドニス』を指揮（声楽は二期会の「二期会マイスタージンガー」が担当）。
- それ以降、客演の機会が増え、マーラー交響曲第2番『復活』、ベートーヴェン『荘厳ミサ曲』など、合唱付きの作品も指揮している。
- 2001年3月、新国立劇場にてワーグナーの楽劇『ラインの黄金』で東京フィルハーモニー交響楽団を指揮して、『ニーベルングの指環』サイクル（トーキョー・リング）を開始。
- 2003年3月、NHK交響楽団の演奏に変更して、楽劇『ジークフリート』を指揮。
- 2004年3月、楽劇『神々の黄昏』を指揮。
- 2008年4月、NHKホールで4月AC定期を指揮した。A定期ではグリンカの歌劇『ルスランとリュドミラ』序曲、中村紘子のピアノによるセルゲイ・ラフマニノフのピアノ協奏曲第2番、シェーンベルクの交響詩『ペレアスとメリザンド』をそれぞれ指揮し、C定期ではメシアンの『トゥランガリーラ交響曲』を指揮した。
- 2009年6月のBC定期に登場。B定期ではスペインをテーマにラロの『スペイン交響曲』（ヴァイオリン：ヴァディム・レーピン）・ラヴェルの『ボレロ』などを演奏した。C定期ではメンデルスゾーンの『夏の夜の夢』全曲を演奏した。
- 2024年１月、Bunkamuraオーチャードホールにてブラームス交響曲第１番ハ短調を指揮。

## 水戸室内管弦楽団との関係
指揮者に対してポストを与えない水戸室内管弦楽団の客演指揮者の中で、毎年登場しているほど良好な関係にある唯一の指揮者である。2004年の初登場に始まり、東日本大震災が発生するまで5年連続して登場していた。近年はベートーヴェン・チクルスが進行中であり、プログラムのメインに一曲を据える一方、前半はR.シュトラウスやドビュッシーなど編成が大きい曲を配置しているパターンがほとんどである。
また、震災後の来日では、親から譲り受けたヴァイオリン4台を水戸市へ寄贈した。水戸芸術館では「準・メルクル 弦楽器貸与プロジェクト」と銘打ち、３０歳以下の茨城の演奏家にこの楽器を貸与している。